# Hemipterodes brunneosticta
Hemipterodes brunneosticta är en fjärilsart som beskrevs av W. Warren 1907. Hemipterodes brunneosticta ingår i släktet Hemipterodes och familjen mätare. Inga underarter finns listade i Catalogue of Life.